# Calamospondylus
Calamospondylus is een geslacht van vleesetende theropode dinosauriërs, behorend tot de groep van de Coelurosauria, dat tijdens het vroege Krijt leefde in het gebied van het huidige Engeland.

## Naamgeving
De typesoort Calamospondylus oweni werd in 1866 benoemd door dominee William D. Fox in een anonieme publicatie. De geslachtsnaam is afgeleid van het Klassiek Griekse kalamos, "schrijfstift", spondylos, "wervel", een verwijzing naar de stiftvormige werveluitsteeksels. De soortaanduiding eert Richard Owen.
De naamgeving vond plaats in een anonieme publicatie en met een summiere beschrijving zodat wel gemeend wordt dat de naam een nomen nudum gebleven is. Een enorme taxonomische verwarring zou ontstaan doordat Richard Lydekker in 1889 andere fossielen door Fox gevonden Calamospondylus foxii zou noemen. In 1891 wijzigde hij deze naam tot Calamosaurus foxii maar gaf als motivering dat hij niet in de gaten had gehad dat de benoeming uit 1866 het holotype van Aristosuchus betrof. Dit zou impliceren dat Aristosuchus een jonger synoniem was van Calamospondylus. In feite echter verwees Fox in 1866 naar een derde stel botten zodat de namen alle drie geldig zijn. Pas in 2002 zou dit aangetoond worden door Darren Naish.

## Vondsten en beschrijving
Het holotype van Calamospondylus is vermoedelijk in de jaren tachtig van de negentiende eeuw zoekgeraakt. Het heeft dus geen inventarisnummer. Uit de documentatie van Fox weten we dat het gaat om een sacrum met een lengte van 152 millimeter en resten van het darmbeen die gevonden zijn in het Barremien van Wight. Naish concludeerde dat wegens het ontbreken van informatie de soort in ieder geval een nomen dubium was.
Calamospondylus was een kleine roofsauriër van ongeveer twee meter lengte.

## Fylogenie
Calamospondylus werd door Lydekker toegewezen aan de Coeluridae, maar daarbij had hij het in feite over Aristosuchus. Door het ontbreken van de resten is de fylogenie niet goed meer vast te stellen maar meestal wordt aangenomen dat de soort tot de Coelurosauria behoorde.